# Красный Яр (Емецкое сельское поселение)
Красный Яр — деревня в Холмогорском районе Архангельской области.

## География
Находится в центральной части Архангельской области на расстоянии приблизительно 21 км на север-северо-запад по прямой от села Емецк на правом берегу реки Северная Двина.

## История
В 1905 году здесь (тогда деревня Холмогорского уезда Архангельской губернии) было учтено 10 дворов. До 2022 года входила в Емецкое сельское поселение до его упразднения.

## Население
Численность населения: 42 человека (1905 год), 2 (русские 100 %) в 2002 году, 0 в 2010.